# Zwerggans

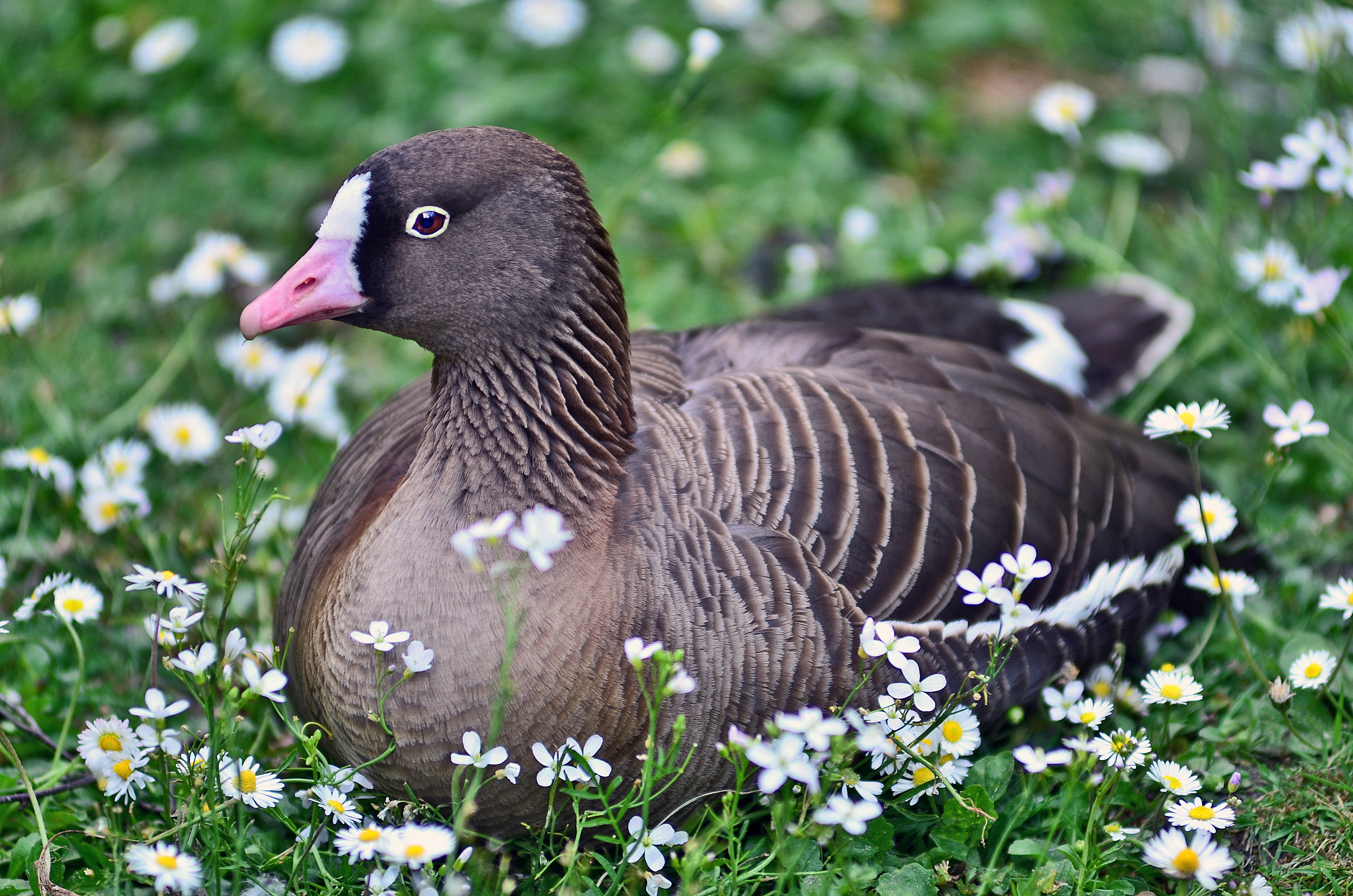
Eine ruhende Zwerggans im Weltvogelpark Walsrode

Die Zwerggans (Anser erythropus), auch Zwergblässgans genannt, ist eine Art der Gattung der Feldgänse (Anser) der Familie der Entenvögel (Anatidae). Sie ist die seltenste Gänseart Europas. Die Art wurde erstmals 1758 durch Carl von Linné in seinem Werk Systema Naturae beschrieben. Ihr Brutgebiet umfasst die Waldtundra Eurasiens, teilweise auch die nördliche Waldzone sowie den Süden der Strauchtundra. Während des Winterhalbjahres ist sie auch in Westeuropa zu beobachten. Überwinterungsplätze finden sich auch in Vorder- und Kleinasien, im Süden des Kaspischen Meeres, in der Nilebene, in Südjapan, Korea und Südostchina.

## Merkmale
Die Zwerggans erreicht eine Körperlänge von 53 bis 66 Zentimetern. Sie hat eine Flügelspannweite von 120 bis 135 Zentimetern und wiegt 1,4 bis 2,2 kg.
Die Zwerggans ähnelt in Habitus und Färbung der europäischen Unterart der Blässgans, ist jedoch kleiner und dunkler. Die Stirnblesse reicht weiter nach oben als bei der Blässgans und endet zwischen den Augen. Von der Blässgans unterscheidet sie sich auch durch den leuchtend gelben Augenring, den bereits Jungvögel entwickeln. Bei den Jungvögeln tritt er erstmals nach der Jugendmauser im November des ersten Lebensjahres auf. Im Jugendkleid ist dieser noch gelbgrün gefärbt. Die Zwerggans ist außerdem an der Bauchseite schwächer quergestreift als die Europäische Blässgans und hat längere Flügelspitzen, die den Schwanz der stehenden Gans ein wenig überragen. Der Kopf wirkt rundlicher als bei der Graugans und der Schnabel zierlicher. Im Flug ist sie leicht mit der wesentlich häufigeren und weniger geschützten Europäischen Blässgans zu verwechseln, was wohl maßgeblich zu ihrer extremen Bestandsgefährdung geführt hat.
Die Dunenküken weisen eine große Ähnlichkeit zu denen der Blässgans auf. Sie sind jedoch etwas dunkler an der Körperoberfläche. Wie bei den Dunenküken der Blässgans sind auch Zwerggans-Küken an der Körperoberseite braun und an der Körperunterseite weißlich. Gesicht und Hals sind cremefarben. Vom Schnabel bis zum Auge verläuft ein dunkler Zügel. Die Stirn ist rotbraun. Zum Zeitpunkt des Schlupfes ist der Schnabel dunkel-olivgrau mit einem rosa bis cremefarbenen Nagel. Beine und Füße sind olivgrau; die Schwimmhäute sind verglichen dazu etwas dunkler. Der Schnabel färbt sich mit zunehmendem Lebensalter rosa. Beine, Füße und Schwimmhäute werden dann gelblich orange. Die Iris ist dunkelbraun. Auffällig ist der Augenring, der bei Dunenküken hellgrau ist und sich später gelblich umfärbt.
Die Zwerggans verfügt über mehr als ein Dutzend verschiedener Lautäußerungen. Die Stimme ist deutlich höher als die der Blässgans. Die Rufe wirken häufig schneidend schrill und bellender als die dieser Gänseart.

## Verbreitung

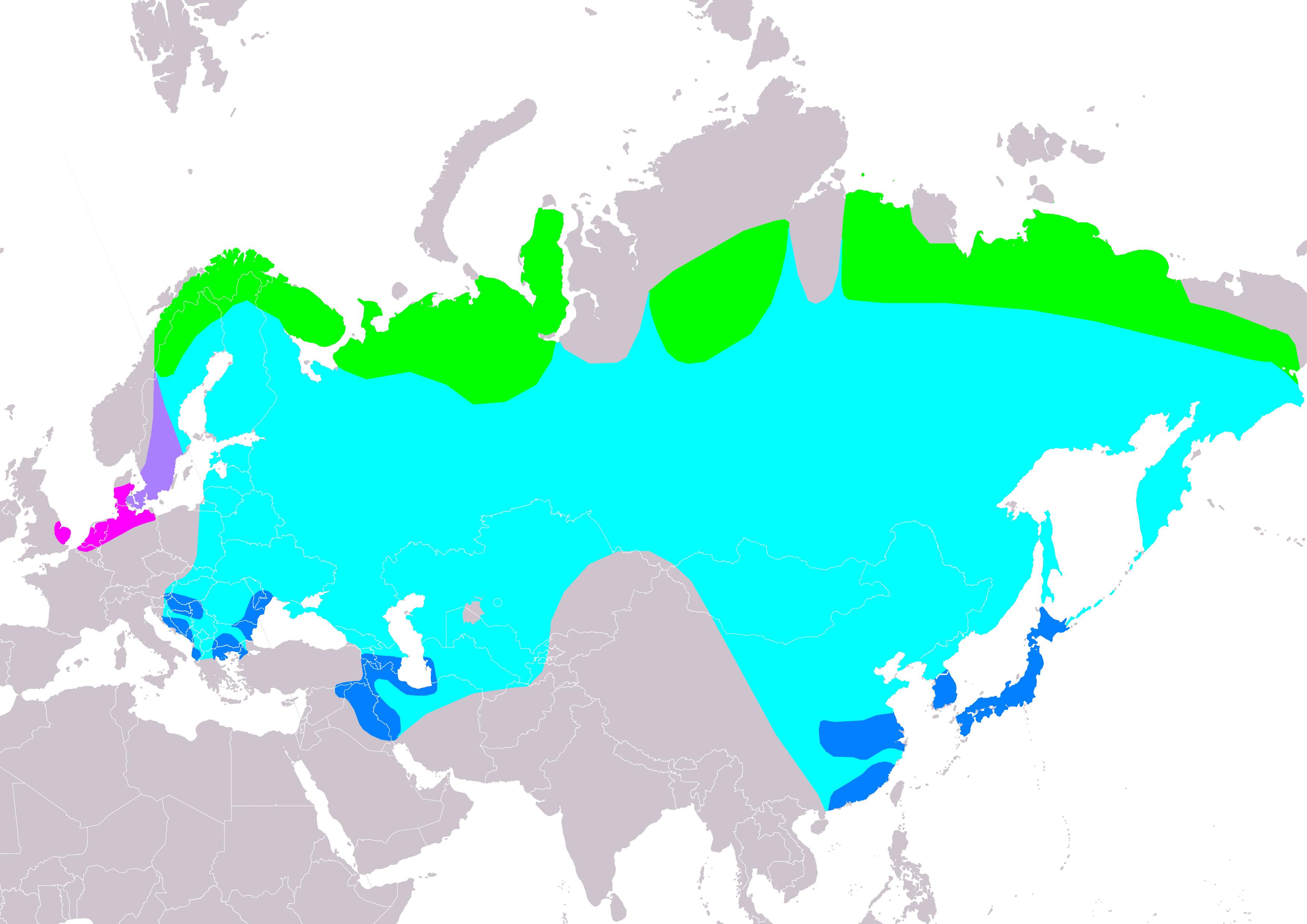
Verbreitungsgebiete der Zwerggans:
Brutgebiete
Migration
Überwinterungsgebiete
Streifzüge (Saisonalität unsicher)
Wahrscheinliche Migration

Das Verbreitungsgebiet reichte einst von den nördlichen Gebieten Skandinaviens über den Ural bis weit nach Sibirien. Seit Ende der 1970er-Jahre ist sie aus weiten Teilen ihres Brutareals verschwunden. In Skandinavien gibt es heute nur noch einige dutzend Brutpaare. Die Auswilderung in Menschenobhut aufgezogener Zwerggänse konnte den Abwärtstrend nicht aufhalten. Da in der Zwischenzeit die illegale oder fälschliche Bejagung in den traditionellen Überwinterungsgebieten auf dem Balkan als eine der wichtigsten Ursachen des Bestandseinbruchs identifiziert wurde, gibt es nun ein Projekt, jungen ausgewilderten Zwerggänsen mittels Ultraleichtflugzeugen neue Wanderungsrouten in sichere Überwinterungsgebiete am Niederrhein, beispielsweise zum Naturschutzgebiet Bislicher Insel, beizubringen.

## Lebensweise
Zwerggänse sind Zugvögel, die für gewöhnlich im Winter nach Süden ziehen. Wenn sie auf ihrem Zug sind, bilden sie die charakteristische V-Formation, oft zusammen mit anderen Gänsearten, was zu irrtümlichem Abschuss führen kann. Die Wanderungsrouten der Zwerggans sind nicht genetisch fixiert, sondern werden tradiert. Neben dem Zug in die Überwinterungsquartiere gibt es einen sogenannten Mauserzug von nicht brütenden Tieren zu bestimmten Mauserplätzen. Der Wegzug aus den Brut- und Mauserrevieren erfolgt in der zweiten Augusthälfte und Anfang September.
Ihre Nahrung suchen Zwerggänse ausschließlich auf dem Lande. Sie leben vor allem von kurzen Gräsern und Kräutern. Für die Ernährung ist wichtig, dass die Gebiete, in denen Zwerggänse Nahrung suchen, niedrig bewachsen sind, um so ihr Sicherheitsbedürfnis zu erfüllen, aber auch weil sie sich nur von kurzem Gras und Kräutern ernähren können. Dafür sind natürliche Weidesysteme mit großen Grasfressern (Megaherbivoren) ideal.

## Fortpflanzung

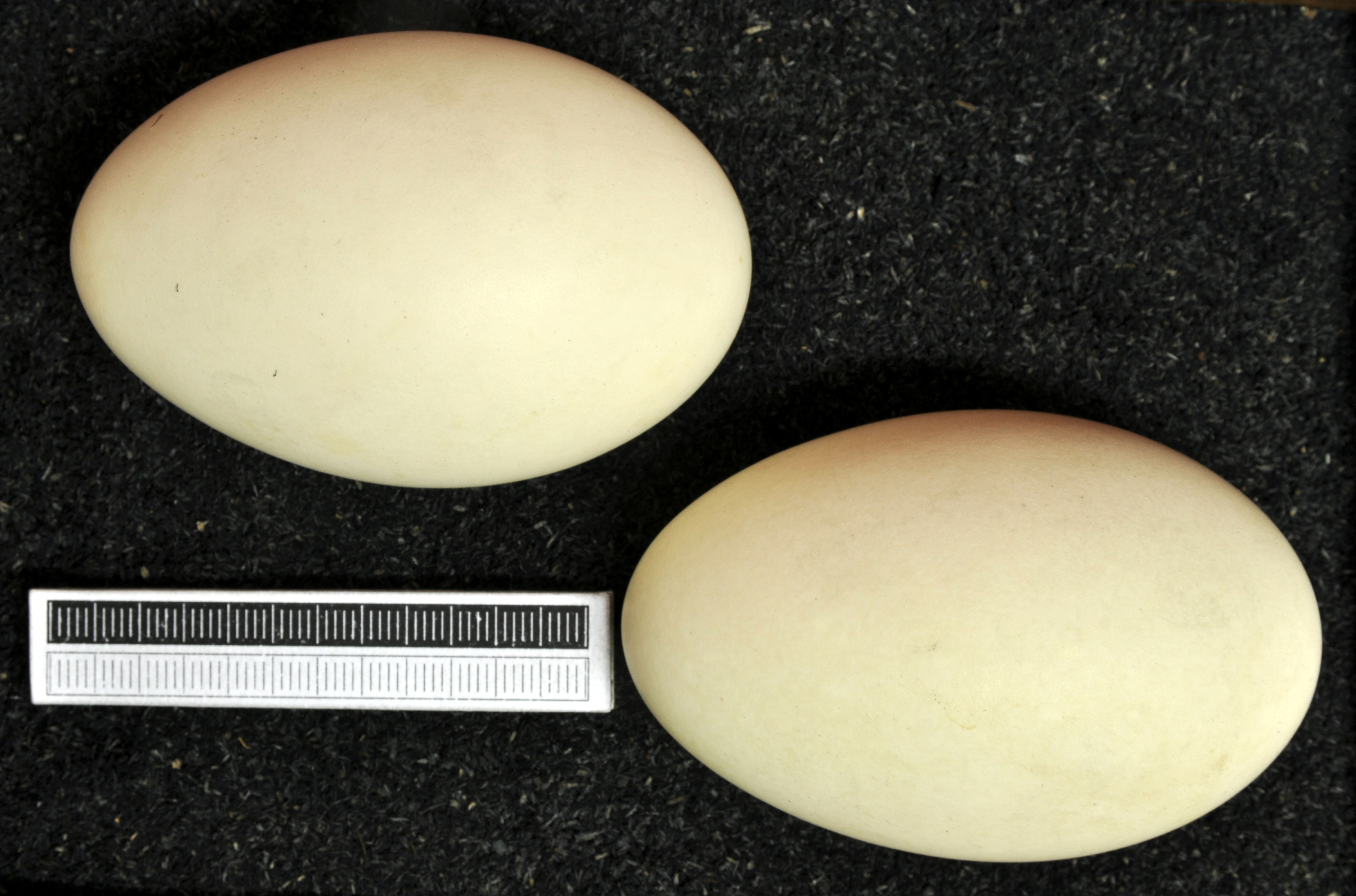
Eier der Zwerggans, Sammlung Museum Wiesbaden

Die Zwerggans ist ein Brutvogel höherer Lagen. Sie brütet bevorzugt in Sumpf- und Marschland. Ihr Nest findet sich in Dickichten oder Anhöhen, die frei von Schnee sind. In Jahren, in denen die Schneeschmelze sehr spät einsetzt, brütet sie gelegentlich auch in tieferen Lagen. Für gewöhnlich zeigen Zwerggänse eine große Partnertreue, wobei sie sich jedoch bei Verlust des Partners neu verpaaren.
Die Brutzeit beginnt im späten Mai bis frühen Juni. Es wird nur einmal pro Jahr gebrütet. Das Nest ist eine flache Mulde, die mit Pflanzen, Moos, Daunen und Federn ausgelegt ist. Die verwendeten Daunen sind braungrau mit einer helleren Mitte. Das Nest weist gewöhnlich fünf bis sieben Eier auf. Sie sind länglich-elliptisch bis oval und von cremeweißer Farbe. Es brütet allein der weibliche Elternvogel. Brutbeginn ist nach der Ablage des letzten Eis. Die Brutdauer beträgt zwischen 25 und 28 Tagen. Die Dunenküken sind Nestflüchter. Sie werden von beiden Elternvögeln betreut und bleiben während des ersten Winters bei ihnen. Nach dem Schlüpfen der Küken scharen sich die Zwerggänse zu größeren Schwärmen zusammen, in denen sie auch ihre Mauser durchlaufen. Bei Gefahr flüchten sie häufig laufend und fliegen nicht auf. Sie erreichen am Boden eine für Gänse ungewöhnlich hohe Geschwindigkeit. Die Schwingenmauser der Elterntiere liegt so, dass sie etwas später als die Jungtiere wieder flugfähig werden, was das langsame Erlernen schwieriger Flugmanöver der Jungtiere, die ihren Eltern folgen, erleichtert. Meist bleiben die Jungtiere bis zur nächsten Brut mit den Elterntieren zusammen und sind auch später oft bei diesen anzutreffen. Zwerggänse können sich hauptsächlich am Ruf individuell erkennen.

## Bestandsentwicklung

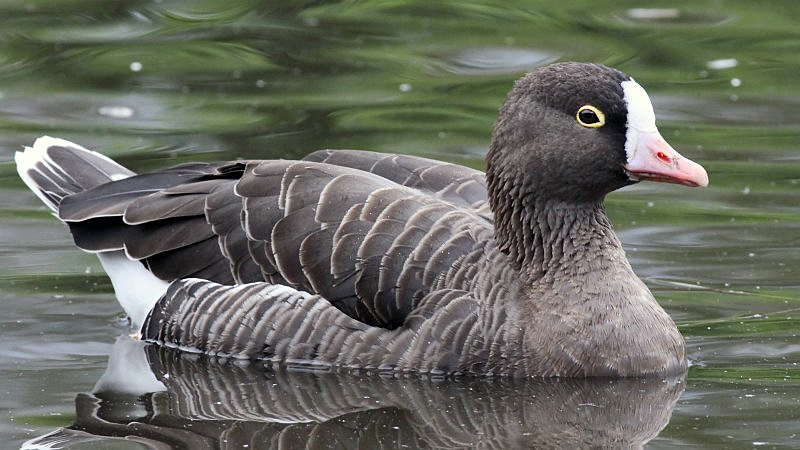
Schwimmende Zwerggans

Bis zu Beginn der 1950er Jahre umfasste die Gesamtpopulation etliche zehntausend Tiere. Danach kam es in allen Gebieten zu einem dramatischen Bestandsrückgang, so dass die Zwerggans heute als extrem gefährdet angesehen werden muss. Die Population in Lappland beträgt nur noch 60 bis 90 Paare; in Ungarn überwinterten vor 1950 noch mehr als 100.000 Brutpaare, nach 1980 waren es nur noch 3.600. Ursachen des Bestandsrückgangs sind wie bei der Rothalsgans eine übermäßige Bejagung in Russland, Kasachstan und verschiedenen Ländern Ost- und Südosteuropas. Problematisch ist dabei ihre große Ähnlichkeit zu der viel zahlreicher vorkommenden und intensiv bejagten Blässgans.
Die Zwerggans unterliegt als global gefährdete Art der deutschen Bundesartenschutzverordnung; für in Gefangenschaft aufgezogene Tiere ist eine Ausnahmegenehmigung vom Vermarktungsverbot erforderlich.

## Sonstiges
Der französische Tierschutzaktivist Christian Moullec kann auf Flugschauen mit geprägten Zwerggänsen gesehen werden.

## Belege